# Tour de Drenthe 2018
El Tour de Drenthe 2018 fou la 56a edició del Tour de Drenthe. La cursa es disputà l'11 de març de 2018 i formava part de 'UCI Europa Tour 2018 amb una categoria 1.HC.
El vencedor fou František Sisr de l'equip CCC Sprandi Polkowice. Dries De Bondt (Vérandas Willems-Crelan) i Preben van Hecke (Sport Vlaanderen-Baloise) completaren el podi.

## Equips
| WorldTeam- Lotto Soudal Equips continentals professionals (13)- Vérandas Willems-Crelan - WB-Aqua Protect-Veranclassic - Aqua Blue Sport - Israel Cycling Academy - UnitedHealthcare - Roompot-Nederlandse Loterij - CCC Sprandi Polkowice - Fortuneo-Samsic - Vital Concept - Sport Vlaanderen-Baloise - Cofidis, Solutions Crédits - Gazprom-RusVelo - Wanty-Groupe Gobert Equips continentals (8)- BEAT Cycling Club - SEG Racing Academy - Metec-TKH-Mantel - Delta Cycling Rotterdam - Destil-Parkhotel Valkenburg - Riwal CeramicSpeed - Monkey Town Continental - Vlasman Track/Road Continental Equip nacional- Països Baixos |
| |

## Classificació final
| \| Classificació general \| Classificació general \| Classificació general \| Classificació general \| Classificació general \| \| Corredor \| Corredor \| Equip \| Temps \| \| \| --------------------- \| --------------------- \| --------------------------- \| --------------------- \| --------------------- \| \| 1r \| František Sisr \| CCC Sprandi Polkowice \| 4h 36' 28" \| \| \| 2n \| Dries De Bondt \| Verandas Willems-Crelan \| + 0" \| \| \| 3r \| Preben Van Hecke \| Sport Vlaanderen-Baloise \| + 0" \| \| \| 4t \| Zakkari Dempster \| Israel Cycling Academy \| + 0" \| \| \| 5è \| Wesley Kreder \| Wanty-Groupe Gobert \| + 0" \| \| \| 6è \| Rick Ottema \| Alecto \| + 0" \| \| \| 7è \| Floris Gerts \| Roompot-Nederlandse Loterij \| + 0" \| \| \| 8è \| Joey van Rhee \| Monkey Town Continental \| + 3" \| \| \| 9è \| Johan Le Bon \| Vital Concept \| + 3" \| \| \| 10è \| Jasper Bovenhuis \| Vlasman CT \| + 3" \| \| |                  |                             |            |
| |                  |                             |            |
| Font: ProCyclingStats |                  |                             |            |
| Classificació general |                  |                             |            |
| Corredor | Corredor         | Equip                       | Temps      |
| 1r | František Sisr   | CCC Sprandi Polkowice       | 4h 36' 28" |
| 2n | Dries De Bondt   | Verandas Willems-Crelan     | + 0"       |
| 3r | Preben Van Hecke | Sport Vlaanderen-Baloise    | + 0"       |
| 4t | Zakkari Dempster | Israel Cycling Academy      | + 0"       |
| 5è | Wesley Kreder    | Wanty-Groupe Gobert         | + 0"       |
| 6è | Rick Ottema      | Alecto                      | + 0"       |
| 7è | Floris Gerts     | Roompot-Nederlandse Loterij | + 0"       |
| 8è | Joey van Rhee    | Monkey Town Continental     | + 3"       |
| 9è | Johan Le Bon     | Vital Concept               | + 3"       |
| 10è | Jasper Bovenhuis | Vlasman CT                  | + 3"       |